# کاسیوس (تمساح)
کاسیوس یک تمساح نر آب شور بود که قبلاً توسط رکوردهای جهانی گینس به عنوان بزرگ‌ترین تمساح جهان که در اسارت زندگی می‌کرد در سال ۲۰۱۱ به رسمیت شناخته شده بود. اندازه این حیوان ۵٫۴۸ متر (۱۸ فوت ۰ اینچ) طول، تقریباً ۱٬۳۰۰ کیلوگرم (۲٬۸۷۰ پوند)) وزن داشت، و در پارک کروکودیل مارین‌لند، باغ وحشی در جزیره گرین، کوئینزلند، استرالیا نگهداری می‌شد.
کاسیوس در سال ۲۰۱۱ به‌طور رسمی توسط گینس به رسمیت شناخته شد، اما در سال ۲۰۱۲ این عنوان را به لولونگ تمساح آب شور که در جنوب فیلیپین صید شده بود با ۶٫۱۷ متر (۲۰ فوت ۳ اینچ)باخت. کاسیوس پس از مرگ لولونگ در فوریه ۲۰۱۳ این عنوان را دوباره به دست آورد.
گریم وب، کروکودیل‌شناس، گفت که کاسیوس زمانی که در سال ۱۹۸۴ صید شد، «یک تمساح بزرگ و مسن» بود که بین ۳۰ تا ۸۰ سال سن داشت و احتمالاً در سال ۲۰۲۳ «شاید تا ۱۲۰ سال» سن داشت.
کاسیوس در نوامبر ۲۰۲۴ درگذشت. کالبد شکافی علت خاصی برای مرگ پیدا نکرد که نشان می‌دهد او بخاطر کهولت سن مرده است. نمونه‌هایی از بدن کاسیوس برای تخمین سن او فرستاده شد و پوست و سر او نگهداری می‌شود.

## صید
کاسیوس به عنوان یک حیوان مشکل ساز که به قایق‌ها در رودخانه فینیس در قلمرو شمالی حمله می‌کرد شناخته می‌شد و در سال ۱۹۸۴ صید شد. سه سال بعد، جورج کریگ شکارچی کروکودیل که در سال 1969 Marineland Melanesia را افتتاح کرده بود، او را به جزیره گرین آورد. کاسیوس در زمان معرفی خود در باغ وحش ۵٫۳۰ متر (۱۷ فوت ۵ اینچ) اندازه داشت.